# Caeruleuptychia helena
Espèce
Caeruleuptychia helena est une espèce de papillons de la famille des Nymphalidae, de la sous-famille des Satyrinae et du genre Caeruleuptychia.

## Dénomination
Caeruleuptychia helena a été décrit par Ralf H. Anken (d) en 1994, sous le nom initial d’'Hermeuptychia helena.

## Écologie et distribution
Caeruleuptychia helena est présent au Brésil.

### Protection
Pas de statut de protection particulier